# Кольський рудний район
Кольський рудний район розташований на північному сході Європейської частини РФ за Полярним колом у складі Мурманської області РФ.

## Характеристика
Складається з материкової і півострівної (Кольський півострів) частин. Загальна площа 114,9 тис. км². Кольський рудний район розташований у північно-східній частині Балтійського щита, що входить до складу Схід.-Європейської платформи. Складений метаморфізованими осадовими і магматичними утвореннями архею і протерозою.
В Кольському рудному районі виявлені крупні родовища апатиту, нікелевих і залізних руд. В рудах Кольського рудного району виявлено більше за 3\4 відомих на Землі хімічних елементів, понад 60 з них утворюють промислові концентрації. Серед них: унікальні апатит-нефелінові руди, залізисті кварцити, нефелінові сієніти, магнетит-апатитові і титаномагнетитові руди, поклади руд міді, нікелю, кобальту, рідкісних і розсіяних елементів, кіаніту, слюди (мусковіт, флогопіт, вермікуліт), нерудних будівельних матеріалів, кольорового виробного каміння. Відкриття родов. зі значними запасами сировини і сприятливими гірничо-геологічними умовами призвело до створення гірничорудної промисловості району.

## Технологія розробки
Розробка родовища здійснюється підземним і відкритим способами. При підземній розробці застосовується розкриття вертикальними стовбурами і штольнями. Специфіка відкритих гірнич. робіт визначається складними природними умовами крайньої півночі. Особливість мінеральної сировини Кольського рудного району — її багатокомпонентний склад. Збагачення руд — флотацією, гравітацією, магнітною сепарацією. Підприємства Кольського рудного району виробляють апатитовий, нефеліновий, залізний, рідкісно-метальний, бадделеїтовий, вермікулітовий концентрати, нікель, мідь, кобальт. Розроблені оригінальні технології отримання і переробки сфенового, егіринового і титаномагнетитового концентратів.